# Calliaxina
Calliaxina is een geslacht van kreeftachtigen uit de klasse van de Malacostraca (hogere kreeftachtigen).

## Soorten
- Calliaxina novaebritanniae (Borradaile, 1900)
- Calliaxina punica (de Saint Laurent & Manning, 1982)
- Calliaxina sakaii (de Saint Laurent & Le Loeuff, 1979)
- Calliaxina thomassini Ngoc-Ho, 2014